# Hoofdmannenkamer
De Hoofdmannenkamer was van de 15e tot de 18e eeuw een rechtsprekend college van Stad en Ommelanden. De taak van de eerste hoofdmannen was het ondersteunen van de rechters van de Gemene Landswarf. Naarmate het aantal rechtszaken toenam mochten de hoofdmannen zelfstandig een deel ervan afhandelen. Vanaf het begin van de 16e eeuw waren ze een zelfstandig rechtscollege en bemoeiden ze zich geleidelijk ook met bestuurlijke zaken. Vanaf 1595 was de Hoofdmannenkamer uitsluitend een rechtscollege. In 1749 werd de Hoofdmannenkwamer een volledig provinciaal hof van justitie en werd de naam gewijzigd in Hoge Justitiekamer van Stad en Lande.

## Voorgeschiedenis

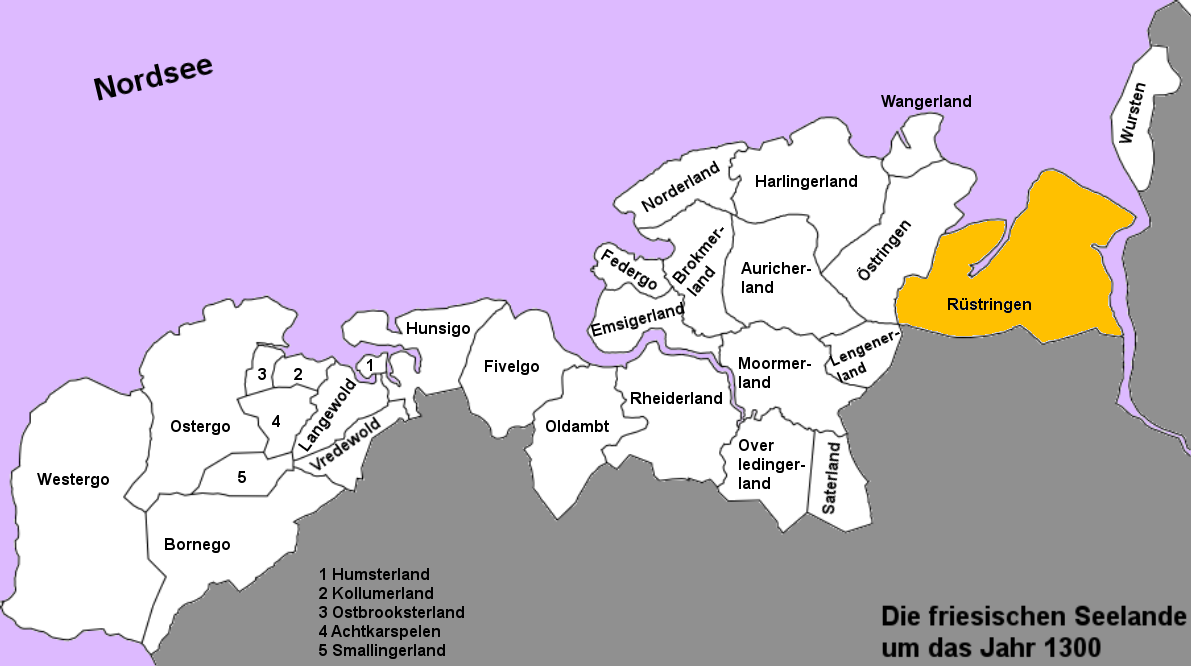
De Friese landschappen rond 1300

De Friese landschappen tussen Vlie en Wezer waren aan het begin van de dertiende eeuw deelnemers aan een verbond dat was genoemd naar de rechtsplaats waar werd vergaderd: de Upstalsboom. Namens dit verbond traden rechters op die als hoogste rechtsorgaan geschillen beslechtten. 
Door de voortdurende verzwakking van het grafelijk gezag in deze gebieden ging het volk zelf zijn rechters aanwijzen: in Westerlauwers Friesland de grietman, in Oosterlauwers Friesland de redger en ten oosten van de Eems de redjeve.

## Stad Groningen centraal
Het belang van de Upstalsboomse bond verminderde, maar in 1361 kwam er in een gewijzigde vorm een opleving. De stad Groningen en de omliggende Friese landschappen, inclusief delen van Westerlauwers Friesland en Friese landschappen ten oosten van de Eems, sloten een verbond waarbij de Upstalsboomse afspraken werden bekrachtigd. Er werd een jaarlijkse bijeenkomst afgesproken om kwesties van gemeenschappelijk belang te regelen. Elk landschap vaardigde één of twee bestuurders af naar Groningen om samen met het stadsbestuur tot oplossingen te komen. De stad verplichte zich tot hulp en steun bij het opsporen van misdadigers en ze te straffen. Deze bond was voor zes jaar gesloten en na afloop ervan gingen alleen landschappen tussen Lauwers en Eems verder met Groningen.

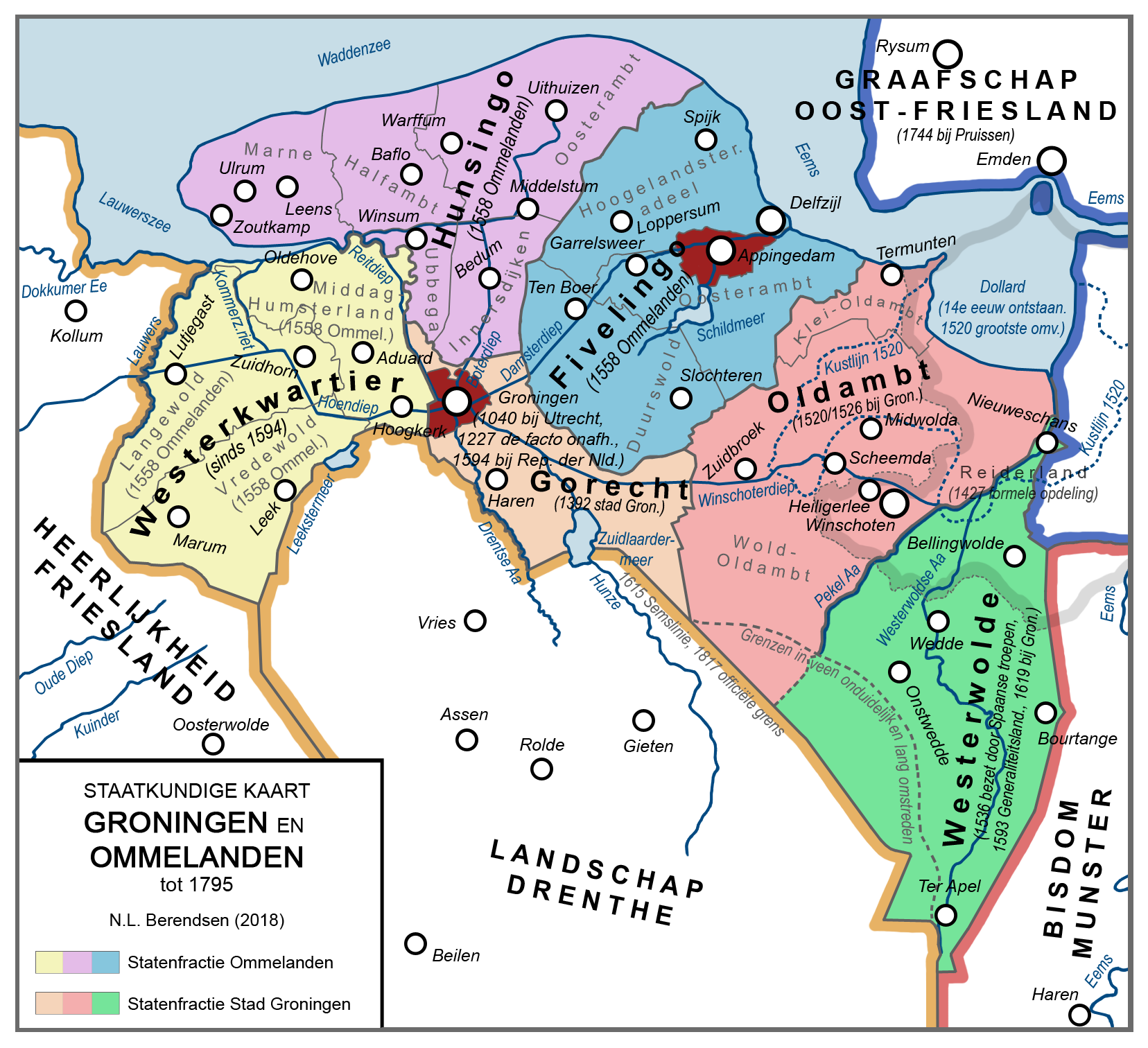
Staatkundige kaart Groningen en Ommelanden

### Ontstaan Gemene Landswarf
In 1392 was er voor het eerst sprake van gemeenschappelijke rechtspraak door Stad, Fivelgo en Hunsingo. Vanaf 1400 werd hiervoor de term Gemene Landswarf gebruikt, in dit geval de Oosterwarf. In het Westerkwartier was er een vergelijkbare ontwikkeling die leidde tot de Westerwarf.
Door de steeds weer oplaaiende partijstrijd konden vonnissen die waren uitgesproken binnen de landschappen vaak niet worden uitgevoerd en vanuit de gemene warven kon krachtiger worden opgetreden. In de warven hadden zitting de rechters uit de landschappen en de magistraten uit de stad. Burgerlijke en strafrechtelijke zaken werden zowel in eerste instantie als in hoger beroep behandeld. Naast deze rechterlijke bevoegdheden hadden de warven ook wetgevende bevoegdheid.

## Hoofdmannen onderdeel van Gemene Landswarf
Naarmate de rechtspraak binnen de landschappen weer op orde kwam, fungeerden de gemene warven als hof van appèl. Met het toenemen van het aantal appèlzaken groeide ook het werk van de warven. Voor de stad Groningen namen burgemeesters en raad deel aan de gemene warven en vanaf 1407 werden er vier hoofdmannen aan toegevoegd. Deze hoofdmannen zorgden o.a. voor het oproepen van partijen en het uitgeven van mandaten waarmee stedelingen hun rechten tegen Ommelanders konden doen gelden.
Vanaf de tweede helft van de vijftiende eeuw vormden hoofdmannen en Ommelander rechters de Gemene Landswarf, zonder burgemeesters en raad van de stad. Voor Ommelander afgevaardigden betekende de toename van appèlzaken dat ze soms heel lang in de stad moesten verblijven zonder dat er een vergoeding tegenover stond. Tegen het einde van de vijftiende eeuw werd daarom afgesproken dat zaken van minder gewicht konden worden afgedaan door de hoofdmannen van de stad. Zo vormden de hoofdmannen een apart college met eigen rechtspraak, terwijl ze ook deel bleven uitmaken van de gemene warven. 
De hoofdmannen bemoeiden zich ook met kwesties over dijkrechten en problemen bij zijlvesten, meestal in tweede instantie.

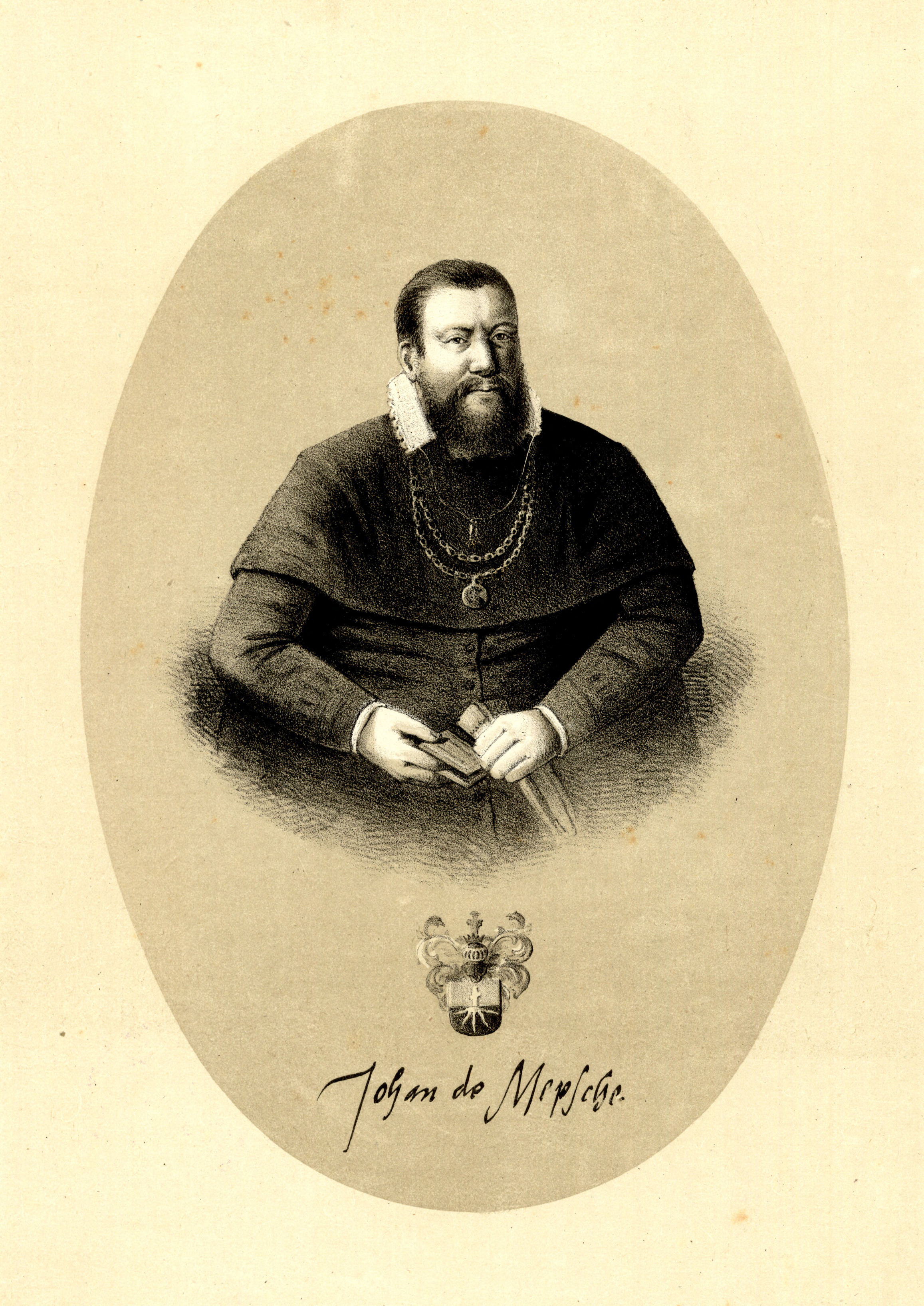
Johan de Mepsche, luitenant Hoofdmannenkamer van 1557-1585, met onderbreking van 1577-1580

## Hoofdmannenkamer zelfstandig
Bij het verbond tussen Stad Groningen met graaf Edzard in 1506 verloor de stad het recht van benoemen van de hoofdmannen aan de graaf. Zo werden ze grafelijke ambtenaren, die recht spraken in naam van de graaf, die zich als hoofd van de rechtspraak ook zelf met zaken bemoeide. De hoofdmannen maakten niet langer deel uit van de Gemene Landswarf en de zetel verhuisde van de stad naar de Ommelanden: per jaar tweemaal in Winsum en tweemaal in Appingedam. Maar in plaats van de afgevaardigden van de Ommelanden fungeerden gedeputeerden van het Hofgerecht van de graaf als rechters. De graaf wilde als stadhouder van de Ommelanden optreden en een hooggerechtshof oprichten voor appèlzaken. Dat hooggerechtshof zou bestaan uit een luitenant, twee juristen en twee edelen.
Hertog Karel van Gelre werd in 1515 door de stad en in 1521 door de Ommelanden als heer ingehuldigd en hij draaide alles wat Graaf Edzard had ingesteld terug naar de situatie van voor 1506. De stad koos weer de vier hoofdmannen en mocht een vijfde aanwijzen uit de stadsraad. Wel maakte de hertog zijn stadhouder Jasper van Marwijck voorzitter van de hoofdmannen en daarmee werd duidelijk dat de Hoofdmannenkamer bestemd was om het hoogste centraal rechtscollege te worden.
Zowel Karel V als Philips II handhaafden de oude rechten en privileges van Stad en Ommelanden. Toen er op graaf van Buren, onder meer stadhouder van de Ommelanden, een veelvuldig beroep werd gedaan om deel te nemen aan buitenlandse keizerlijke krijgstochten, werd voor zijn voorzitterschap van de Hoofdmannenkamer in 1538 een luitenant benoemd.

## Hoofdmannenkamer tijdens de Republiek

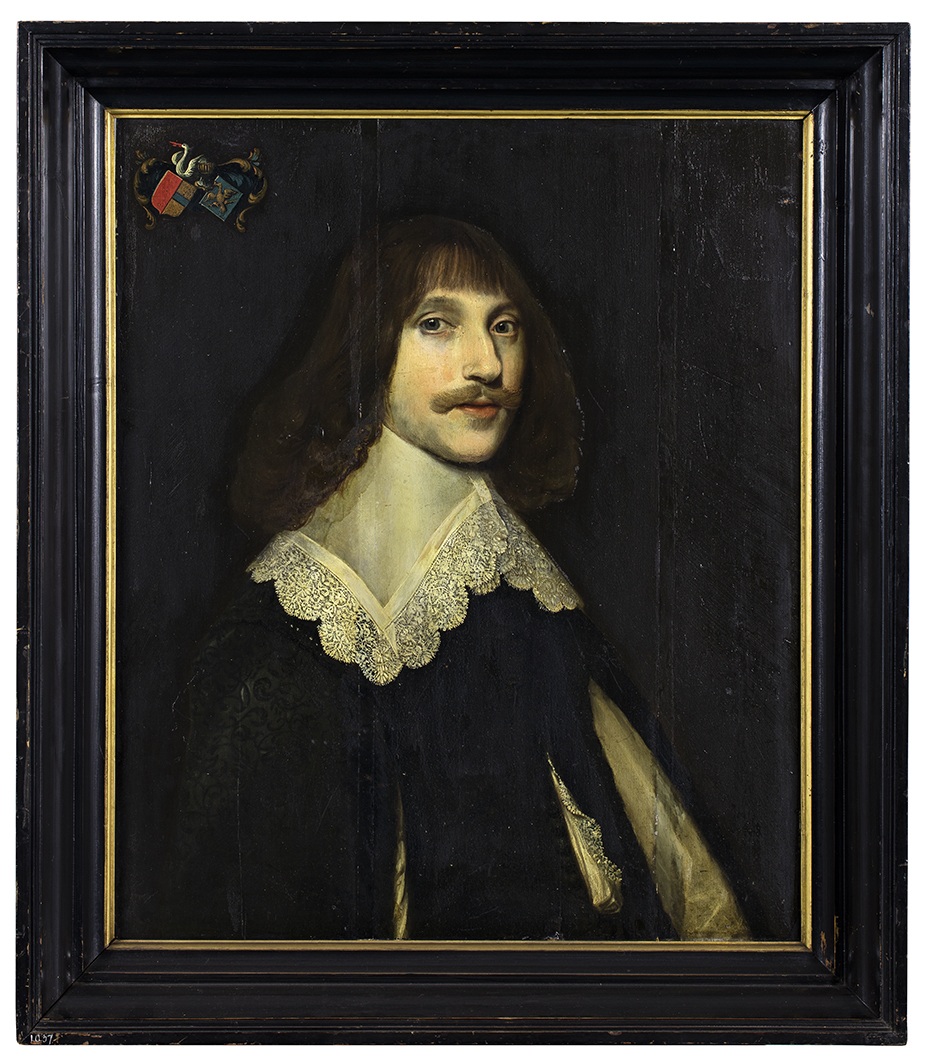
Jonker Schotto Tamminga van Bellingweer, luitenant Hoofdmannenkamer van 1652-1657

Bij de terugkeer van Groningen naar de Unie van Utrecht in 1594 werd bepaald dat gecommitteerden van de Staten-Generaal een onderzoek zouden instellen naar de voortdurende problemen tussen Stad en Ommelanden. In januari 1597 kwam een regeling tot stand waarin was bepaald dat Stad en Ommelanden tussen Eems en Lauwers één provincie en één heerlijkheid vormen, die wordt bestuurd en vertegenwoordigd door de gezamenlijke Staten van Stad en Lande. Binnen de stad kwam een 'Kamer van Justitie', waarvan de luitenant en de secretarissen werden aangewezen door de Staten van Stad en Lande. Ze werden voor het leven benoemd. Daarnaast mocht de stad nog vier hoofdmannen benoemen en betalen, maar hun beëdiging gebeurde door de Staten. De nadere uitwerking vergde veel tijd en pas op 2 november 1601 werd de definitieve en zeer gedetailleerde instructie op de Gemene Landdag goedgekeurd.

### Bemoeienis door de Staten-Generaal
Over de benoeming van een luitenant ontstond onenigheid en het duurde tot 1640 voordat er een werd benoemd. Stad en Ommelanden hadden elk een kandidaat gesteld en de beslissing viel door loting. De Ommelanden kregen in 1645 iets meer invloed op de Hoofdmannenkamer door een beslissing van de Staten-Generaal. De Kamer werd uitgebreid met vier leden, die door de stadhouder voor het leven werden benoemd. De Ommelanden mochten er drie nomineren, de Stad één. In 1656 besloten de Staten van Stad en Lande dat het luitenantschap voortaan twee jaar zou duren en dat Stad en Ommelanden beurtelings iemand konden nomineren.
De Ommelanden bleven klagen over machtsmisbruik van de Hoofdmannenkamer en ze hielden uit protest zo nu en dan afzonderlijke landdagen buiten de stad. In 1677 vormden ze een eigen regering en een afzonderlijk Hof van Justitie. Het was niet acceptabel voor de Staten-Generaal en van korte duur.

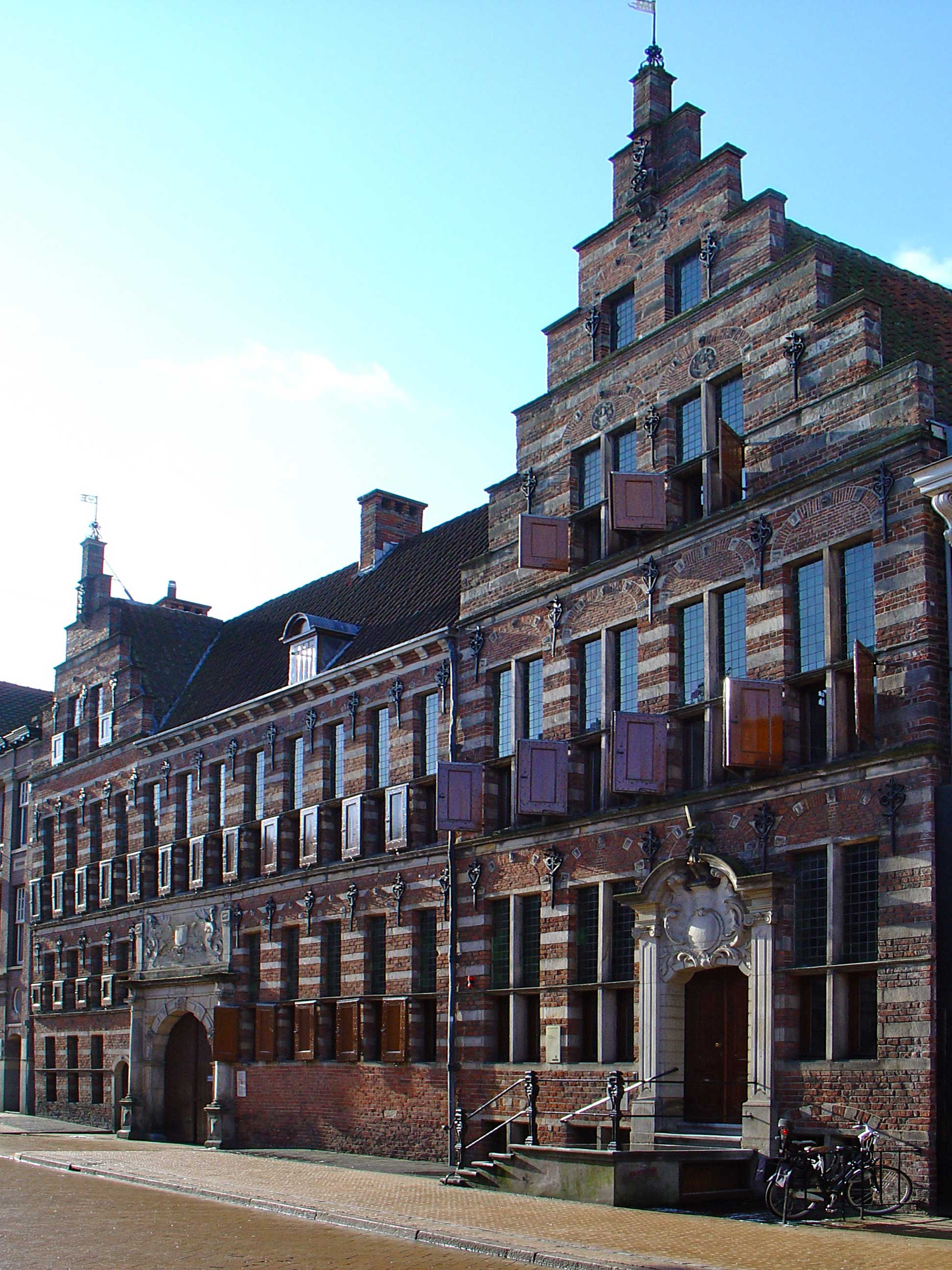
Gebouw Oude Boteringestraat waar de Hoge Justitiekamer in 1755 zijn intrek nam.

### Het einde van de warven
De wetgevende functie van de warven was naar de Staten van Stad en Lande gegaan en de Kamer van Justitie was een provinciale rechtbank geworden. Toch wilden de Ommelanders de warven in stand houden om de invloed van de hoofdmannen te beteugelen. Het was tevergeefs. De warven kwamen maar sporadisch bijeen en in 1723 behandelden ze hun laatste zaak. In 1749 werden ze formeel opgeheven.

## Hoge Justitiekamer
De onlusten in 1748 in de stad Groningen waren aanleiding om de gebreken in het bestaande rechtssysteem te herstellen. In 1749 werd de Hoofdmannenkamer met een nieuwe instructie en onder de naam Hoge Justitiekamer een volledig provinciaal hof van justitie. Voor kwesties inzake zijl- en dijkrecht kon men nu ook in eerste instantie terecht bij de Hoge Justitiekamer, die op waterstaatkundig gebied tevens een soort rekenkamer werd. De benoeming van de luitenant en de acht hoofdmannen kwam aan de stadhouder zonder voorafgaande nominaties. Verder werd er een procureur-generaal aangesteld. Deze functionarissen moesten een juridische graad hebben en mochten geen regeringsfunctie bekleden.
Door de revolutie van 1795 veranderde er voor de Hoge Justitiekamer niet veel. Wel werden de benamingen luitenant en hoofdmannen vervangen door ‘praesiderend-raad en raden van den Hove’ en in 1804 ging de Hoge Justitiekamer Departementaal Gerechtshof heten. Na de inlijving bij Frankrijk in 1811 werd het Franse recht en de Franse rechtsorganisatie ingevoerd.